# 루카스 오일 스타디움
루카스 오일 스타디움(영어: Lucas Oil Stadium)는 미국 인디애나주 인디애나폴리스에 있는 다목적 경기장이다. RCA 돔 옆에 신축한 것으로, 2008년 8월 16일 리본 커팅식을 치르고 8월 24일 정식 개장식을 치렀다. 2006년 2월 28일 인디애나주 출신 포레스트 루카스가 세운 자동차 석유 회사 루카스오일이 명명권을 획득해 지금의 이름을 갖게 됐다.
기계화 개폐식 지붕과 움직일 수 있는 유리벽이 있다. 카우보이스 스타디움이 문을 열기 전까지 세계에서 가장 큰 움직일 수 있는 유리벽이었다.

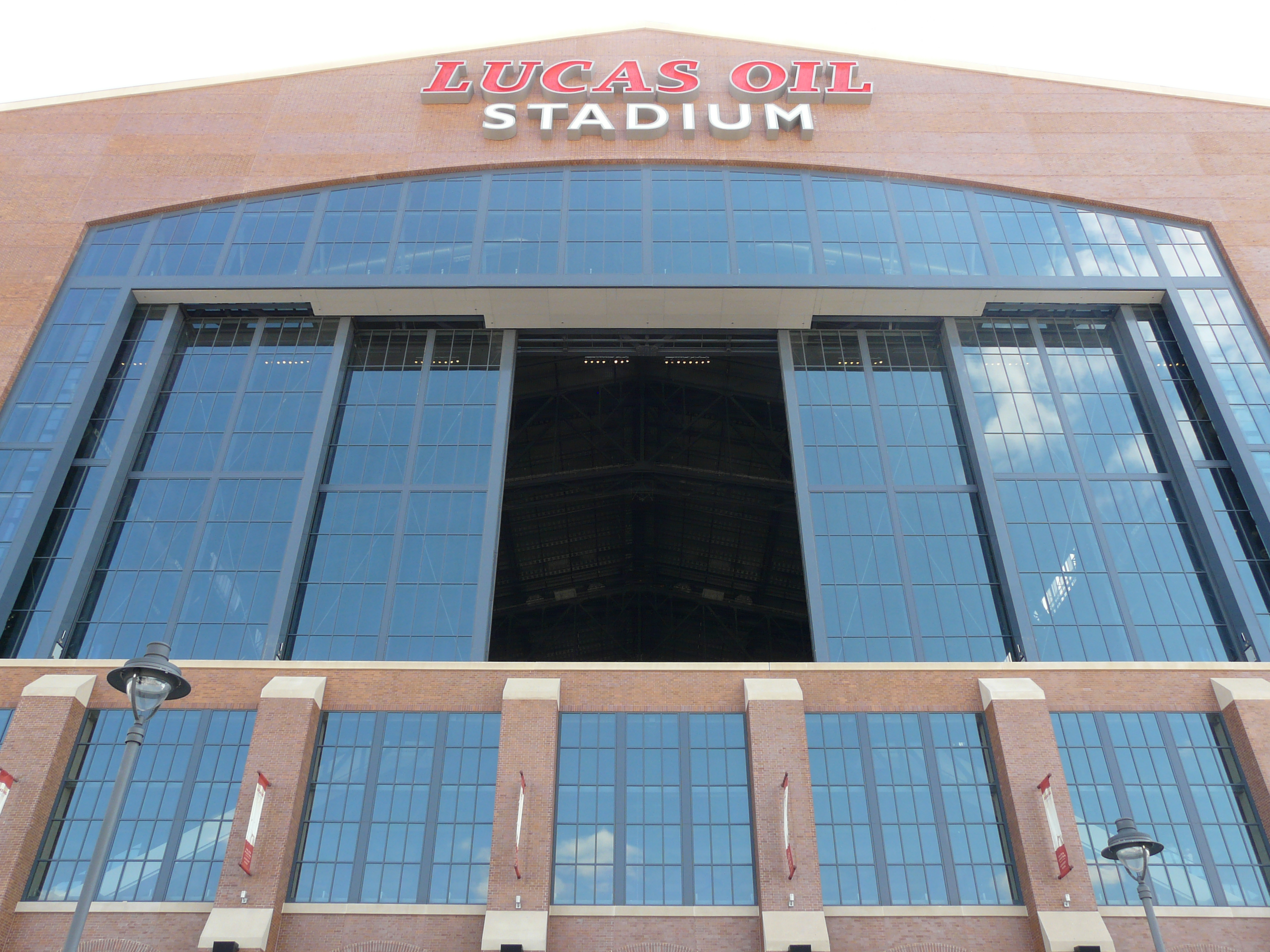
루카스오일 스타디움의 유리벽. 이것을 통해 인디애나폴리스의 스카이라인이 보인다.